# امیر بنان
امیر بنان تهیه کننده سینما اهل ایران است. بنان در اولین تجربه سینمایی خود برنده سیمرغ بلورین بهترین فیلم از سی و هشتمین دوره جشنواره فیلم فجر برای فیلم خورشید شد.

## آثار
| سال  | عنوان فیلم   | کارگردان         |
| ---- | ------------ | ---------------- |
| ۱۳۹۶ | گیله وا      | اردلان عاشوری    |
| ۱۳۹۷ | فانفار       | صدرا امانی       |
| ۱۳۹۸ | خورشید       | مجید مجیدی       |
| ۱۴۰۰ | ملاقات خصوصی | امید شمس         |
| ۱۴۰۰ | مرد بازنده   | محمدحسین مهدویان |